# Campeonato Amazonense de Futebol de 2019 - Segunda Divisão
A Série B do Campeonato Amazonense de Futebol de 2019 foi a 12ª edição da competição em que deu acesso à Primeira Divisão do Barezão em sua fase profissional e foi realizada entre 12 de Outubro e 16 de Novembro de 2019, com a participação de 5 equipes, incluindo um novato no futebol baré, o Amazonas.

## Formato e Regulamento
A disputa será simples: As cinco equipes ficam em um grupo único, jogando todos contra todos, em um turno único de pontos corridos. As duas equipes que alcançarem a maior pontuação ao final do turno ascenderão à Série A do estadual em 2020. Ainda ocorrerá uma final disputada entre os dois, apenas para declarar o Campeão e o Vice-Campeão. Todos os jogos do campeonato foram disputados no Estádio Ismael Benigno, em Manaus.

## Participantes
| Equipe                     | Cidade | Em 2018      | Títulos        | Part. |
| -------------------------- | ------ | ------------ | -------------- | ----- |
| Amazonas Futebol Clube     | Manaus | Estreante    | 0 (não possui) | 0     |
| Atlético Cliper Clube      | Manaus | 5º           | 0 (não possui) | 6     |
| Holanda Esporte Clube      | Manaus | 4º           | 2 (em: 2017)   | 6     |
| São Raimundo Esporte Clube | Manaus | 7º (Série A) | 1 (em: 2017)   | 2     |
| Esporte Clube Tarumã       | Manaus | 3º           | 0 (não possui) | 8     |

## Primeira Fase
1ª Rodada
- 12-10-2019 - Tarumã 0x3 Amazonas
- 12-10-2019 - Clíper 0x1 São Raimundo

2ª Rodada
- 19-10-2019 - Holanda 1x2 Tarumã
- 19-10-2019 - Amazonas 0x0 Clíper

3ª Rodada
- 26-10-2019 - Clíper 4x1 Holanda
- 26-10-2019 - São Raimundo 0x3 Amazonas

4ª Rodada
- 03-11-2019 - Tarumã 1x7 Clíper
- 03-11-2019 - Holanda 1x2 São Raimundo

5ª Rodada
- 09-11-2019 - São Raimundo 5x1 Tarumã
- 09-11-2019 - Amazonas 6x1 Holanda